# Tramway Eu - Mers-les-Bains / Le Tréport
Vous lisez un « bon article » labellisé en 2008.
La ligne Eu - Mers-les-Bains / Le Tréport est une ancienne ligne de tramway qui fut mis en service en 1902 aux confins des départements de la Seine-Inférieure (aujourd'hui Seine-Maritime) et de la Somme et assura le transport des riverains et des touristes entre les trois villes pendant plus de trente ans. Avant la Première Guerre mondiale, moyen de transport populaire, le tramway, à voie métrique, véhiculait près de 500 000 voyageurs par an et des projets d'extension en direction des stations touristiques voisines de la côte d'Albâtre étaient envisagés.
Le conflit, le manque de modernisation, la concurrence des automobiles et des autobus conduisirent à un lent déclin du trafic durant les années 1920 et au début des années 1930. Le tramway dut arrêter son exploitation à la fin de l'année 1934 non sans avoir marqué durablement la mémoire locale.

## La construction du tramway

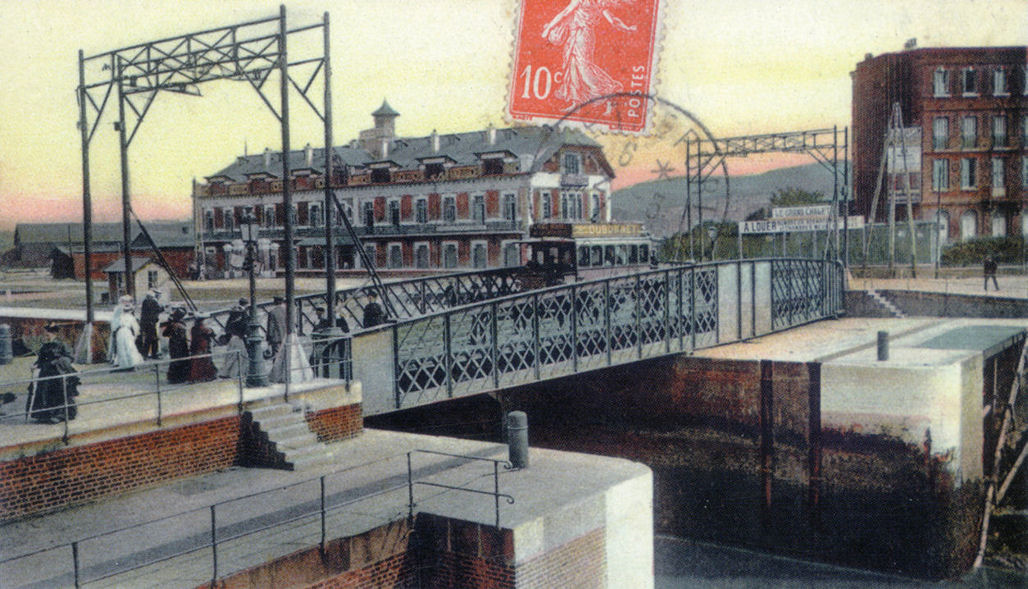
Le tramway sur le pont tournant au Tréport.

Aux confins de la Normandie et de la Picardie, s'étend une petite conurbation qui comptait une dizaine de milliers d'habitants à la fin du XIXe siècle. Organisée autour de l'estuaire de la Bresle, au débouché d'une vallée industrielle à la longue tradition verrière, cette dernière est formée de trois communes, les « trois villes sœurs » : Eu, cité bourgeoise essentiellement à vocation commerçante, regroupée autour de son château qui fut la résidence de prédilection de Louis-Philippe d'Orléans, roi des Français, de 1830 à 1848 ; Le Tréport, résolument tourné vers la mer, à la fois port et station balnéaire (ces deux communes appartenant au département de la Seine-Inférieure) ; Mers-les-Bains, dans la Somme, qui avait également développé l'activité des bains de mer, prisée sur les côtes de la  Manche depuis la mode instaurée vers 1825 par la duchesse de Berry à Dieppe et poursuivie dans les années 1830 par le roi Louis-Philippe au Tréport.
Les « trois villes sœurs » constituaient une agglomération de taille suffisante pour l'implantation d'un réseau de tramways électriques, ainsi que le prouva une enquête sur le trafic probable menée en juillet et août 1893. La Compagnie générale de traction se porta alors candidate, le 16 juillet 1897, pour la construction et l'exploitation sans subvention d'une ligne reliant Eu au Tréport. Après une enquête d'utilité publique, au cours de laquelle un premier tracé fut écarté par les contestations de la Compagnie des Eaux et d'un grand nombre de riverains, la déclaration d'utilité publique était enfin obtenue le 24 juillet 1899,.
Le tracé adopté était le suivant. Le tramway, à voie métrique et traction électrique en courant continu 550 volts, partait de la place de la gare d'Eu-La Chaussée - desservie par des trains en provenance ou à destination du Tréport, d'Abbeville, de Paris par Beauvais et Abancourt (réseau de la Compagnie des chemins de fer du Nord) et de Dieppe (réseau de la Compagnie des chemins de fer de l'Ouest) - le long du trottoir opposé au bâtiment-voyageur, pour rejoindre Le Tréport au terminus de la place de la Batterie, face à la mer. Il desservait ainsi les quartiers les plus animés des deux communes en empruntant la chaussée de Picardie, la rue de l'Abbaye et la place Carnot à Eu, les quais et la place de la Poissonnerie au Tréport, non loin de la plage. Entre les deux communes, le tramway empruntait l'accotement droit de la route nationale et longeait longuement le mur du parc du château d'Eu, propriété du duc d'Orléans. Au Tréport, à hauteur du pont des Chasses que la ligne franchissait, s'amorçait l'embranchement de Mers, d'une longueur de 752 mètres, qui passait devant la gare du Tréport-Mers, terminus des trains de plaisir, et achevait son parcours juste avant la limite de la cité picarde. Le dépôt ainsi que la centrale électrique, destinée à l'alimentation de l'itinéraire, étaient installés à peu près au milieu de la ligne, à la jonction des territoires communaux d'Eu et du Tréport.

## Les succès des premières années d'exploitation

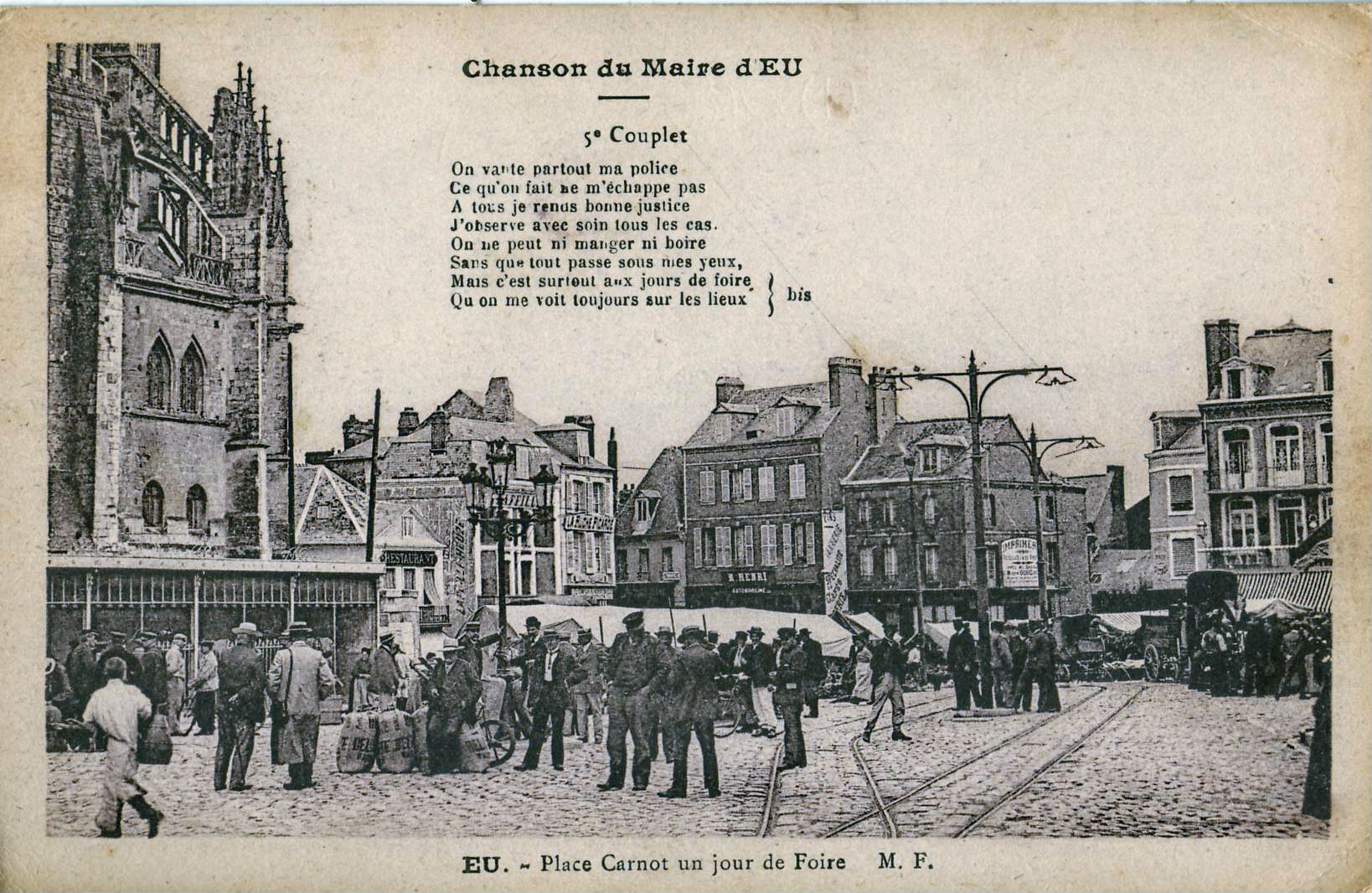
L'évitement de la Collégiale d'Eu est bien visible sur cette carte postale.

Commencés avec près de six mois de retard (en avril 1900), les travaux de construction traînèrent en longueur, la Compagnie générale de traction arguant de la mauvaise qualité de l'eau de la ville qui servait à l'alimentation des chaudières. Les essais de motrices ne purent s'effectuer qu'au début de 1902 et ce fut seulement le 31 mai de la même année qu'était inauguré le tramway (excepté l'embranchement vers Mers) au milieu des flonflons et des discours des personnalités locales, au premier rang desquelles figurait M. Paul Bignon, alors député de la circonscription et maire de la ville d'Eu. Le lendemain 1er juin, un dimanche, la ligne était ouverte au public et connut un grand succès, plus de 4 000 voyageurs l'empruntèrent et les motrices durent circuler jusqu'à minuit. L'exploitation de l'itinéraire était confiée à la Compagnie du Tramway Électrique d'Eu au Tréport, filiale de la Compagnie Générale de Traction. Après une desserte toutes les heures au début de l'exploitation, le fréquence passa à la demi-heure, à compter du 15 juin. Le trajet durait 20 minutes entre le Tréport et la place Carnot à Eu au centre de la ville et 25 minutes jusqu'à la gare, plus excentrée, pour une distance totale de 5 138 mètres. Les horaires gardèrent la même fréquence pour les services d'été et d'hiver, seules les heures d'ouverture du tramway différèrent (de 7 à 22 heures durant le service d'été, de 8 à 20 heures pour le service d'hiver). La fréquence des arrêts (18 au total) - les arrêts à la demande ayant été supprimés après quelques semaines d'exploitation - engendraient de fréquents retards.

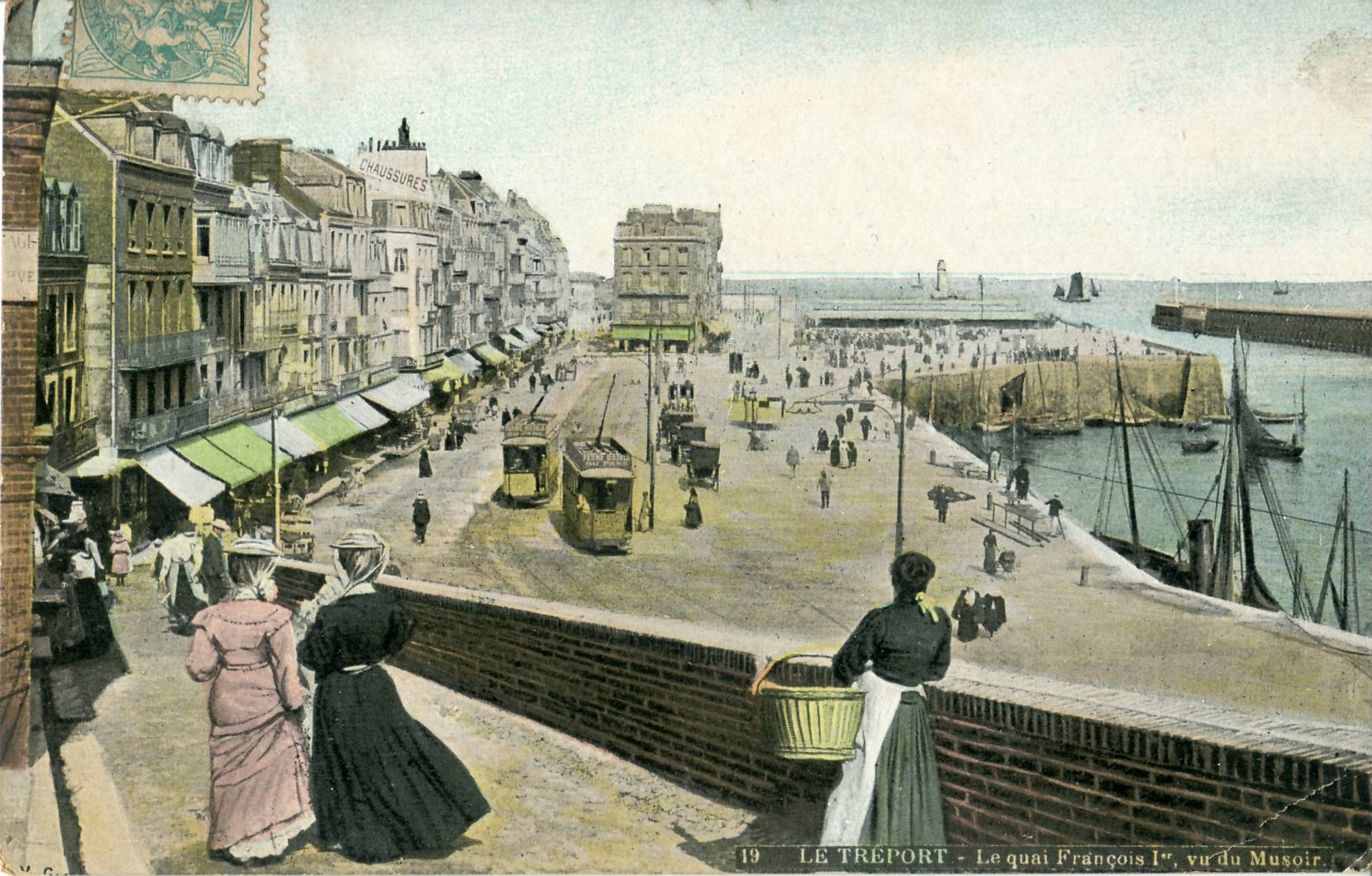
Le tramway sur les quais du Tréport.

L'embranchement vers Mers fut seulement ouvert à la circulation le 10 juillet 1904. Une première mise en service avait été effectuée dès le 26 juin, mais, le lendemain, l'exploitation s'arrêta à cause de l'arrachement des supports des fils du pont tournant par un trois-mâts qui franchissait la passe étroite reliant l'avant-port et le bassin à flot du Tréport. Ce prolongement ajoutait plus de 750 mètres de voie au réseau mais le court tronçon n'était ouvert que pour le service d'été. De nouvelles négociations s'engagèrent avec les édiles mersois et un prolongement jusqu'à La Prairie, au centre de la ville picarde, fut ouvert au public le 2 juillet 1909 ; 400 nouveaux mètres s'ajoutaient ainsi au tramway qui atteignit sa longueur maximale de 6 290 mètres. La desserte s'effectuait avec une fréquence d'une demi-heure, puis toutes les 20 minutes durant la période estivale ; des départs spéciaux étaient même organisés pour la sortie du casino du Tréport.
Malgré un grave accident survenu deux ans après la mise en service, le 15 août 1904, au cours duquel dix-sept personnes furent blessées dans la collision de deux motrices, l'une étant partie en dérive en raison de la perte de contrôle du wattman ayant voulu rattraper son retard, la réussite populaire du nouveau mode de transport ne se démentit pas. Le trafic annuel atteignait environ 500 000 voyageurs par an avant la Première Guerre mondiale avec des affluences records, certains dimanches d'été, de 4 500 personnes. Ces jours-là, les motrices étaient surchargées et il arrivait qu'elles ne puissent gravir les fortes rampes du Vert-Bocage obligeant de nombreux voyageurs à descendre et à marcher à côté du convoi ainsi allégé sur plus d'une centaine de mètres.

## Des projets d'extension à la fermeture

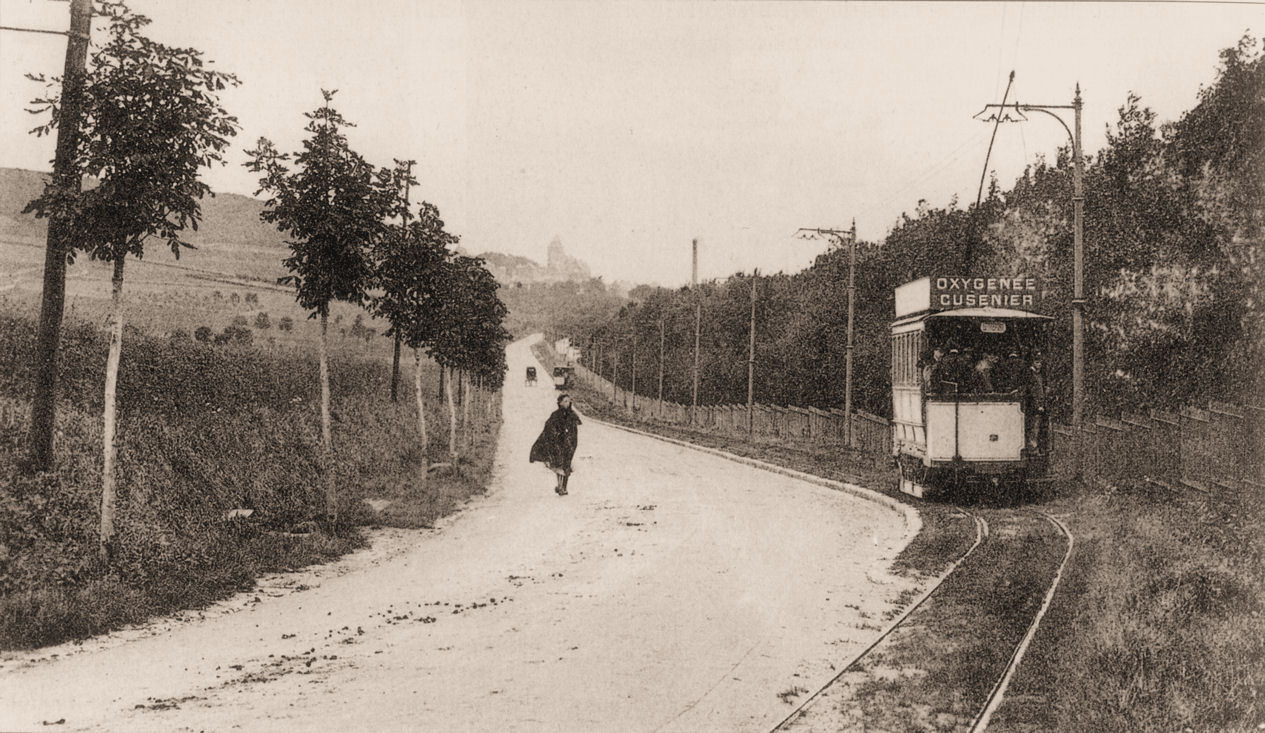
Le tramway entre Eu et Le Tréport, deux motrices peu avant leur croisement.

Le succès de la ligne allait conduire à un accroissement du parc de traction (voir paragraphe consacré au matériel) et susciter des projets devant venir compléter le réseau déjà construit.
En 1904, une relation entre le Tréport et la petite station balnéaire normande de Mesnil Val (dépendante de la commune de Criel-sur-Mer) était envisagée pour mettre en valeur les terrains des Terrasses situés sur les falaises à l'ouest du port. La ligne devait gravir la rampe du Musoir, puis, par la Grande Rue, atteindre le plateau, l'emprunter avant de rejoindre Mesnil Val sise au fond d'une valleuse au terme d'un parcours d'environ 5,5 kilomètres. Mais les fortes rampes qu'aurait dû emprunter le tramway (ou l'allongement de la ligne pour éviter celles-ci et donc le surcoût entraîné), la crainte de voir les estivants délaisser Le Tréport au  profit de sa voisine suscitèrent de nombreuses oppositions. Le projet fut finalement rejeté par le conseil général l'année suivante, les élus départementaux estimèrent que les instigateurs de ce nouveau tramway agissaient seulement à des fins de spéculation foncière.

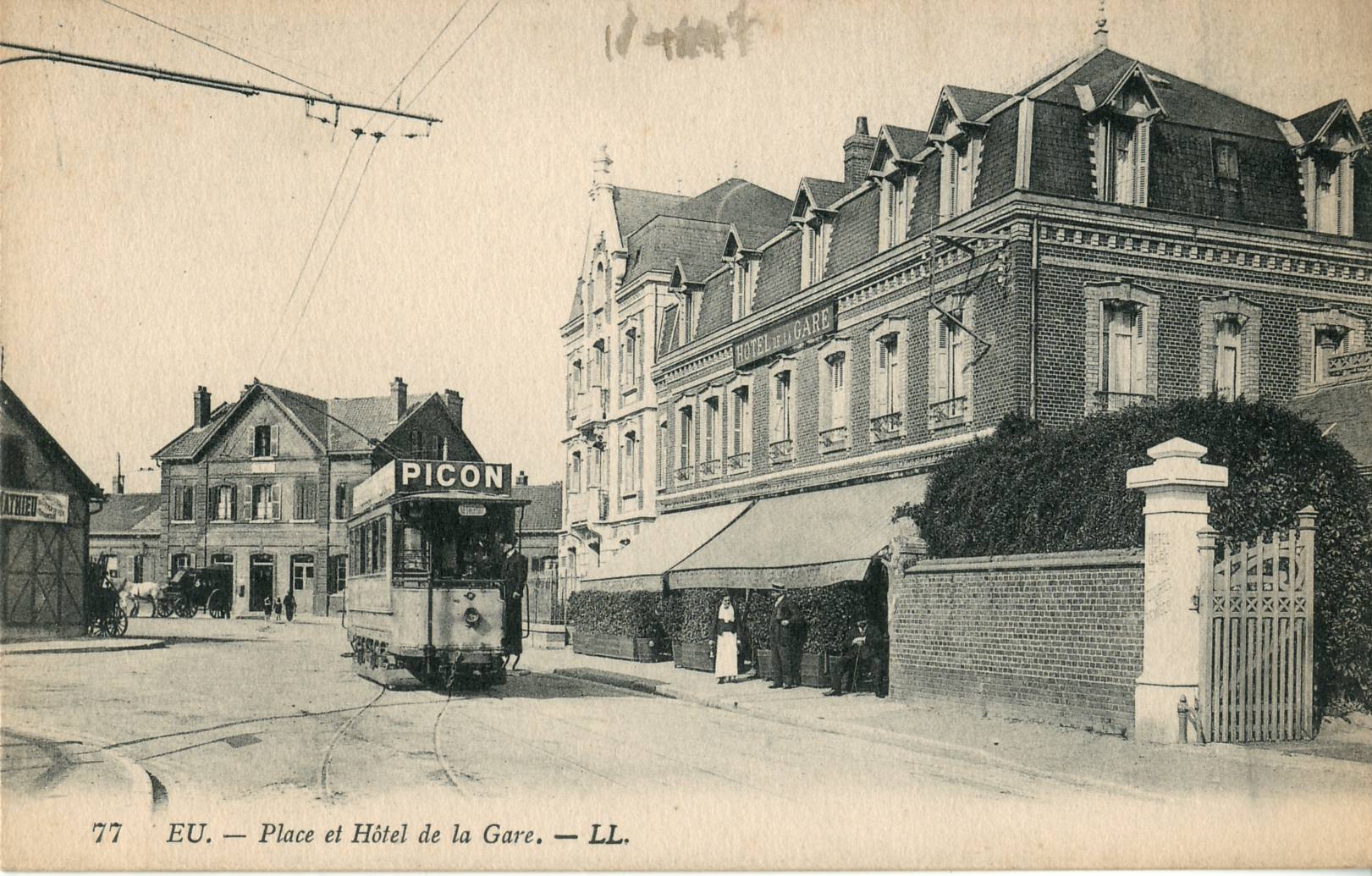
Rame au terminus d'Eu, avant la fermeture de ses plates-formes

Plus sérieux, le second projet de ligne devait relier Eu et Ault, petite ville touristique, située à l'est, dans le département de la Somme. Les premières études commencèrent en 1908, l'itinéraire devait se séparer de la ligne principale peu après la gare d'Eu, puis après avoir quitté la ville, emprunter les accotements des chemins de grande communication permettant de se hisser sur le plateau du Vimeu et atteindre Ault après avoir longé les installations d'un tramway à vapeur qui reliait la station balnéaire à la gare de Feuquières-en-Vimeu, située sur la ligne Abbeville - Le Tréport appartenant à la Compagnie des chemins de fer du Nord. Cette relation, longue de 7,7 kilomètres, apparaissait comme une antenne du tramway existant, elle aurait été desservie par des motrices électriques, proches des modèles en service sur la ligne principale, alimentées par la centrale électrique du réseau ; une remise construite près de la gare d'Eu aurait permis leur garage, l'entretien s'effectuant au dépôt principal. L'hostilité de la Compagnie du Nord, le manque de garanties financières des candidats à la concession, pourtant soutenus par la Compagnie du Tramway Électrique d'Eu au Tréport, firent repousser la décision des autorités départementales. Après plusieurs renvois, la Première Guerre mondiale enterra, comme bien ailleurs en France, ce projet de petit tramway vicinal.
Le conflit entraîna une baisse du nombre des voyageurs transportés par la réduction des circulations liée à la situation générale de la nation. La fin des hostilités permit une reprise sensible du trafic mais l'accroissement important du coût de la main d’œuvre et des matières premières, le développement continu de la circulation automobile, au début des années 1920, conduisirent à la diminution du nombre des voyageurs transportés et, par voie de conséquence, à la réduction du parc de remorques en circulation sur le réseau. Le trafic chuta avec seulement 375 000 billets vendus en 1927 et 328 000 en 1932 ; le déficit se creusant parallèlement. Cette même année 1932, le déclin du tramway commença avec l'achat, par la compagnie, d'autobus qui remplacèrent d'abord les vieilles motrices sur la ligne de Mers, peu fréquentée et à l'entretien coûteux en raison de la corrosion des lignes aériennes par l'air marin. Le tronçon principal d'Eu au Tréport vit également, à partir de cette même année, un système paradoxal d'exploitation par un bus unique, remplacé, en cas d'incident mécanique, par le tramway, également utilisé en période de pointe, en particulier l'été et le dimanche. Les passagers étaient ainsi obligés de consulter un double horaire avec la mention: « En cas de panne de l'autobus, consulter l'horaire tramway suivant ». Cette combinaison peu rationnelle et onéreuse prit fin avec la fermeture définitive de la ligne à l'automne 1934 (le 1er novembre), officialisée seulement par un décret du 30 août 1939 à effet rétroactif.

## Personnel

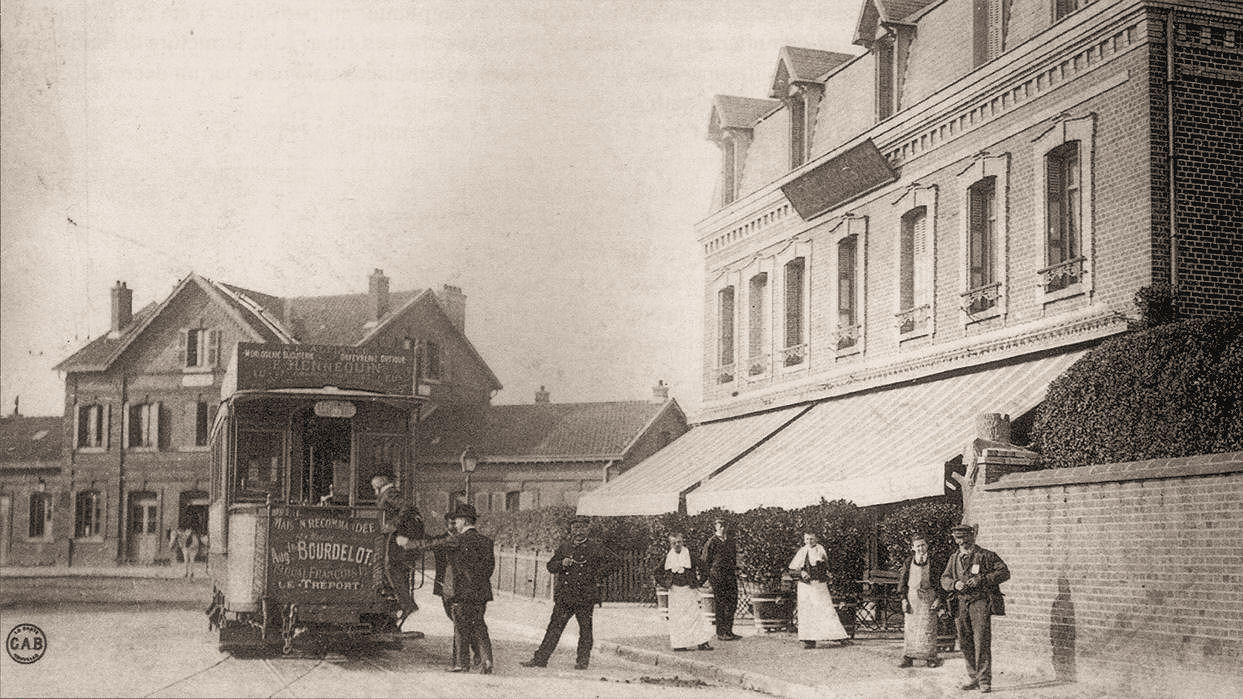
Le tramway devant l'hôtel de la Gare et la gare d'Eu-La Chaussée, terminus de la ligne.

Pour minimiser les frais d'exploitation, le nombre d'employés de la Compagnie était peu élevé. En 1902, lors de l'ouverture de la ligne, il s'élevait (si on excepte le directeur de la Compagnie) à dix agents :
- cinq membres parmi le personnel de traction: un chef de dépôt, quatre conducteurs ou wattmen.
- quatre membres parmi le personnel de l'exploitation : quatre receveurs.
- un membre du personnel de voie : un cantonnier.

Le nombre de salariés augmenta régulièrement, douze en 1911, puis quatorze à partir de 1927 et jusqu'à la fin de l'exploitation en raison des modifications des lois sur le temps de travail et de l'usure progressive des voies qui nécessitaient davantage d'entretien. Toutefois l'affectation du personnel, fournie par la Compagnie, était purement d'ordre statistique, les employés occupant plusieurs postes en fonction des besoins.

## Description technique

### Voie et bâtiments

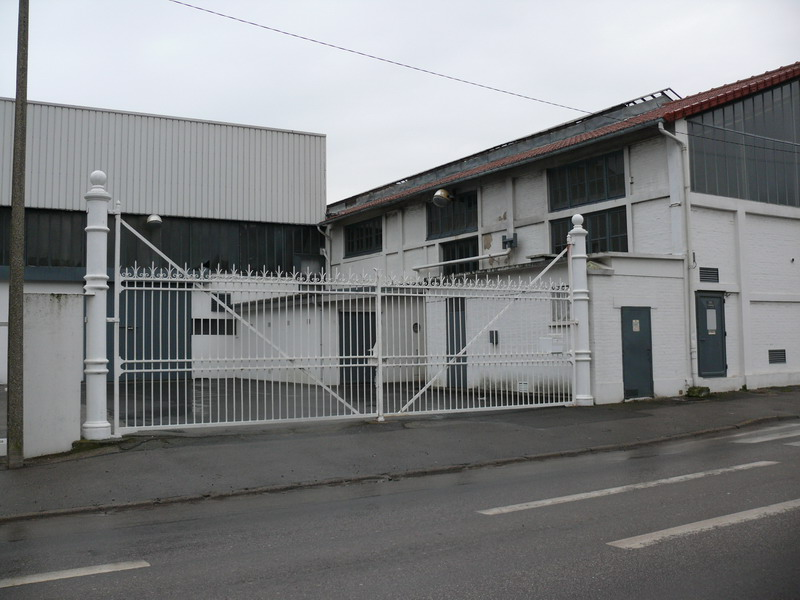
Les vestiges du dépôt du tramway en 2006.

La ligne avait été construite à voie unique avec la présence de quatre évitements (trois sur l'itinéraire d'Eu au Tréport, un sur celui de Mers-les-Bains) pour assurer le croisement des motrices. Les rails utilisés étaient de deux types : Broca (de 37 kg/m) noyé dans la chaussée, Vignole (20 kg/m) monté sur traverses pour les sections non urbanisées. Le profil de la ligne était peu difficile sur les territoires communaux du Tréport et de Mers-les-Bains, mais à Eu certaines rampes dépassaient 60 ‰ et mettaient le matériel à rude épreuve (en particulier, à la sortie de la ville, au Vert-Bocage, une section atteignant 65 ‰ avec des courbes de faible rayon).
Un seul bâtiment suffisait à l'exploitation du réseau, à savoir celui qui se trouvait à la limite d'Eu et du Tréport, il regroupait les bureaux de la Compagnie, le dépôt et l'atelier de réparation du matériel ainsi que la centrale électrique alimentant la ligne. Les différents arrêts étaient matérialisés par des poteaux, les voyageurs prenant leur billet auprès du personnel à bord du tramway.

### Matériel

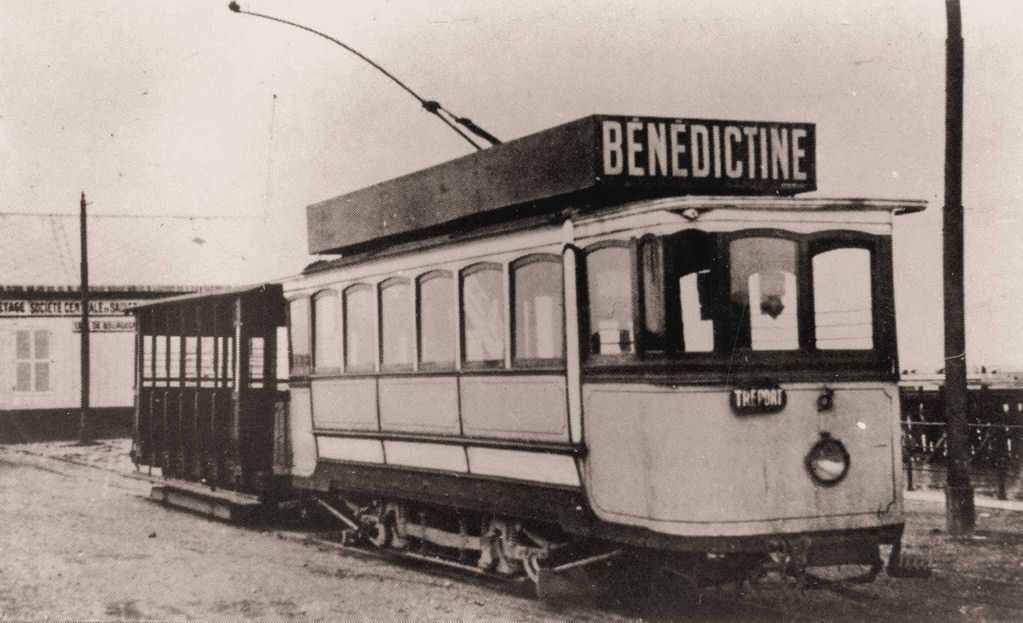
Une motrice à la plate-forme fermée et sa « baladeuse » au Tréport.

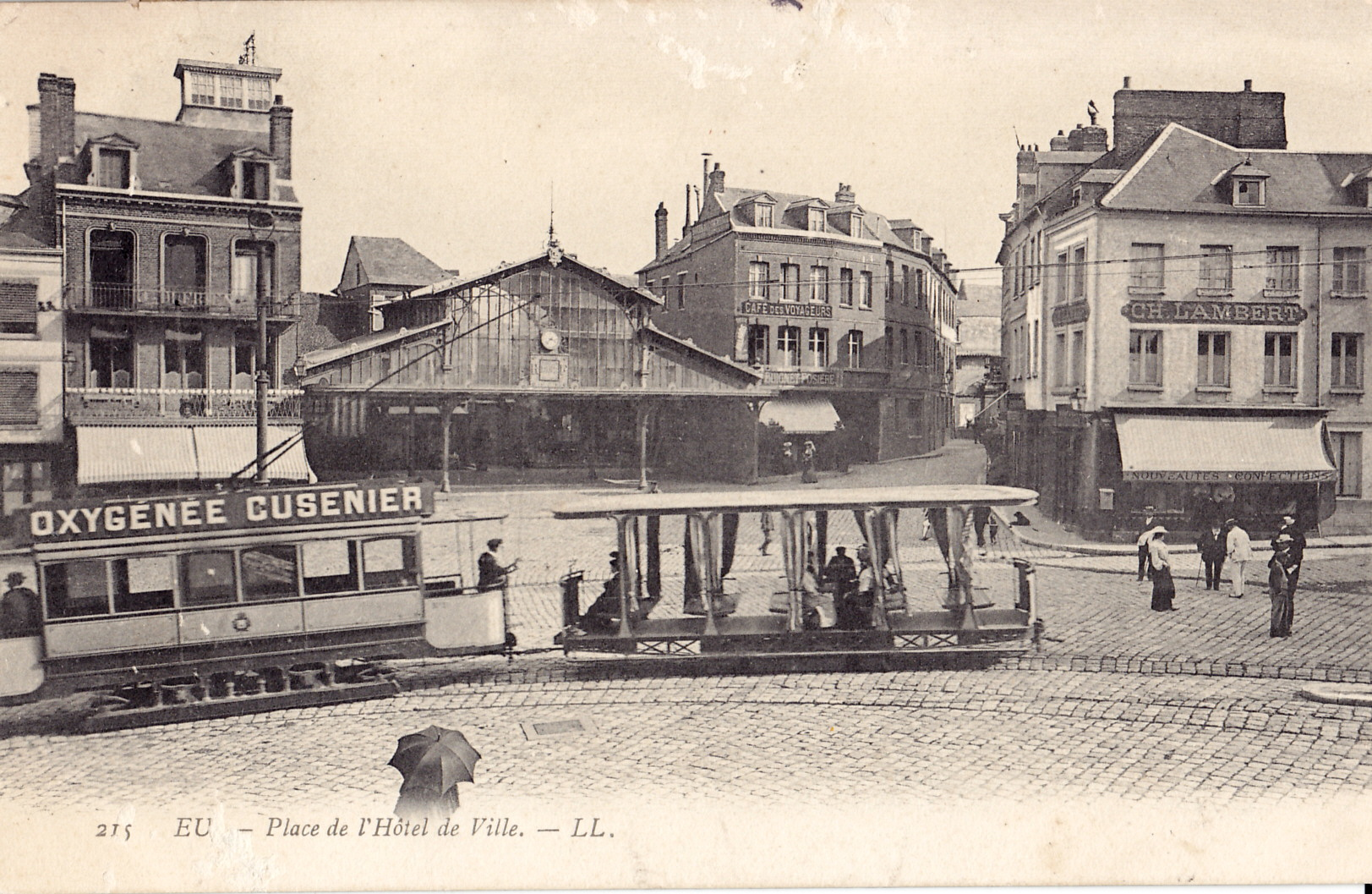
Baladeuse et motrice, devant la halle du marché d'Eu.

L'exploitation de la ligne était assurée par des motrices à deux essieux du type classique de la Compagnie Générale de Construction (disposant d'un moteur de 25 CV sur chaque essieu, soit une puissance totale de 50 CV), comportant des plates-formes ouvertes aux deux extrémités, et d'une capacité totale de 44 places en 1re et 2e classes (24 places assises dans deux compartiments à banquettes longitudinales + 20 places debout). Certaines motrices subirent quelques transformations au cours de l'exploitation, en particulier la fermeture des plates-formes (opération appelée vestibulage). Elles circulaient seules ou avec une remorque de type ouvert avec marchepieds latéraux, appelée baladeuse, et pouvant accueillir 40 passagers. Ces remorques n'étaient utilisées que durant la période estivale ; pour le confort des passagers, certaines furent équipées de rideaux, voire de cloisons vitrées.
Au début de l'exploitation, le réseau disposait d'un parc de quatre motrices, de quatre remorques et d'un wagon pour les messageries. Avec l'accroissement du trafic, ce dernier s'étoffa progressivement jusqu'à la Première Guerre mondiale. Le nombre de motrices fut porté à six en 1903, puis à sept en 1910, celui des remorques passa de quatre à cinq en 1904, puis à six en 1912. Le parc atteignit ainsi son effectif maximum. L'après-guerre, avec la baisse du trafic enregistré par le réseau, vit l'effectif se réduire avec la suppression d'au moins trois remorques et du wagon de messageries.

## Balade en tramway

Voyage à la Belle Époque dans le tramway des trois villes sœurs
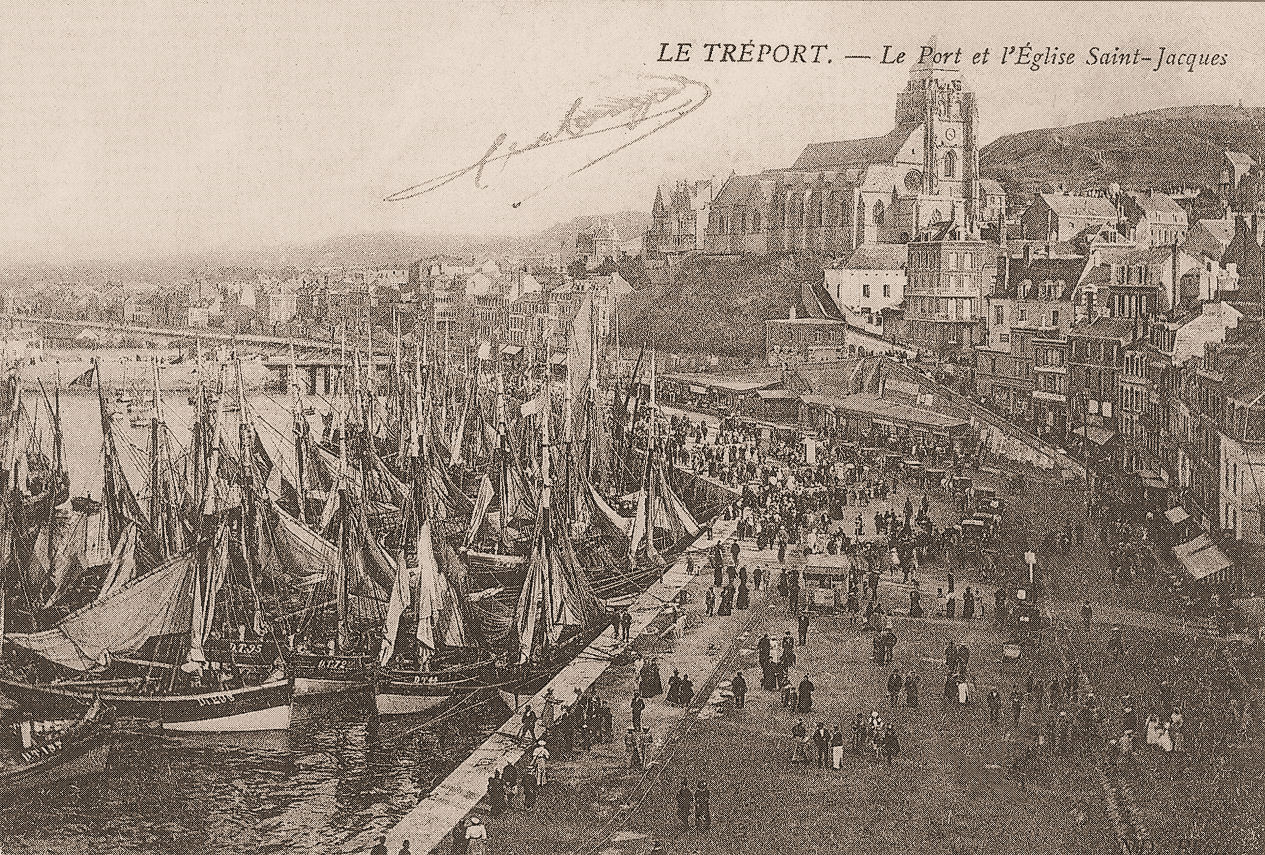
Partant du Tréport...
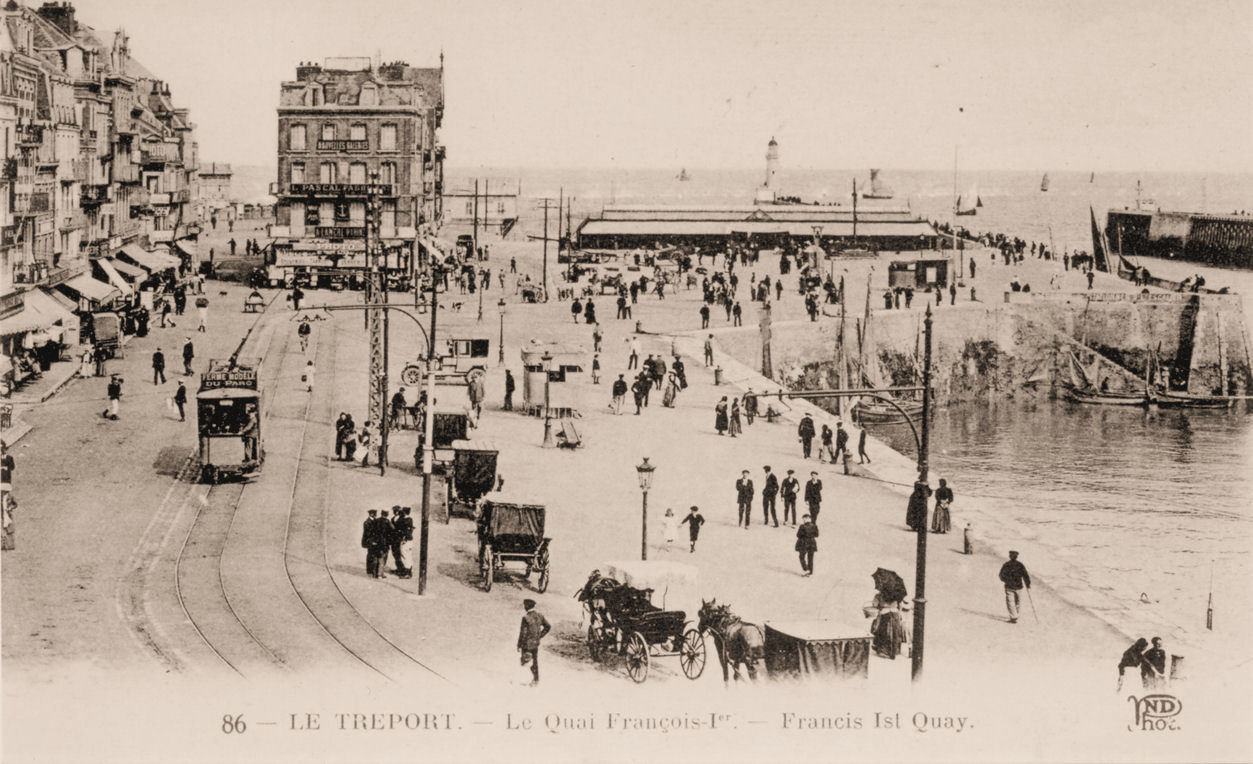
...par le quai François Ier...
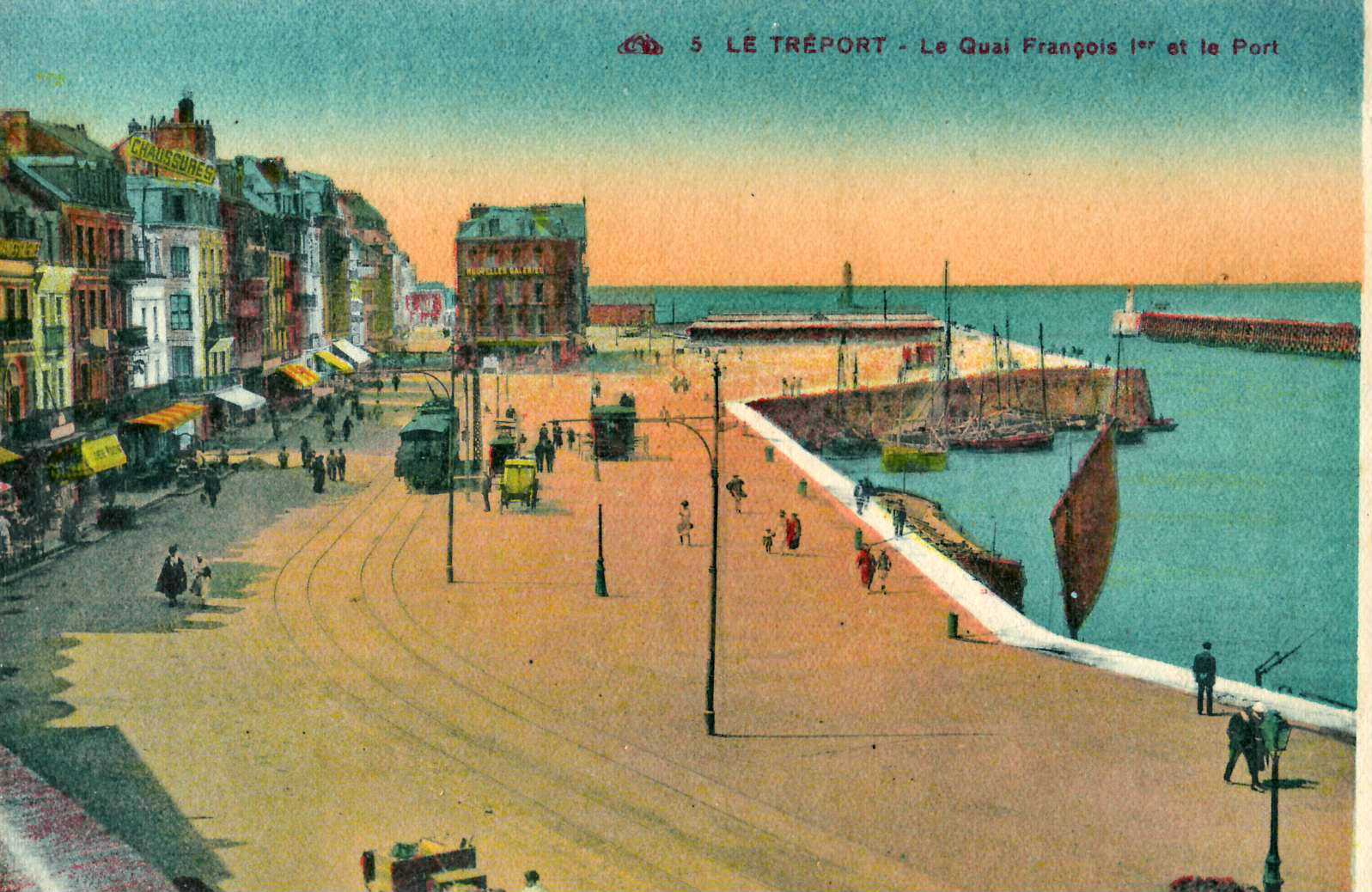
... Le Quai François Ier
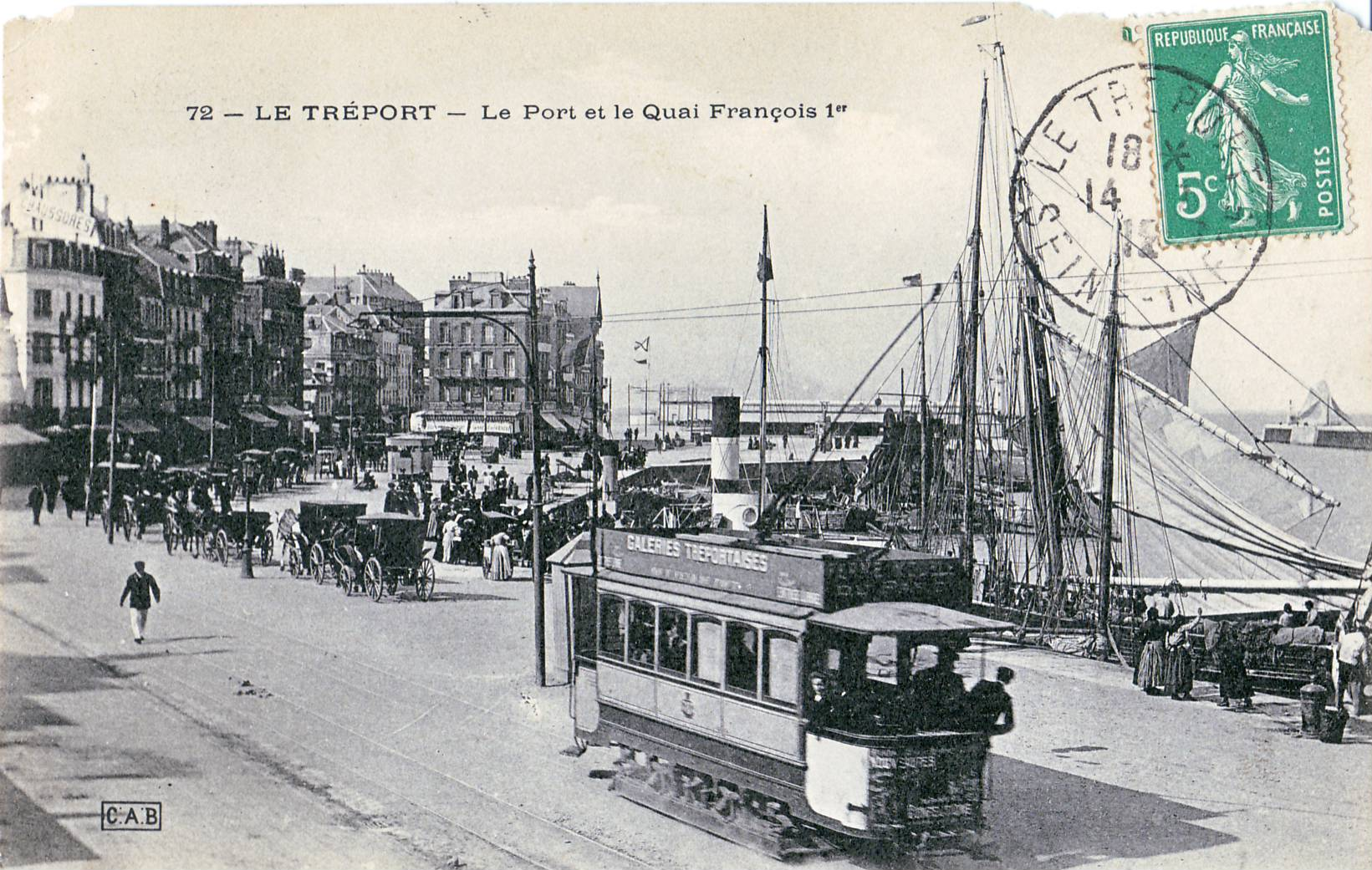
.... longeant le port ...
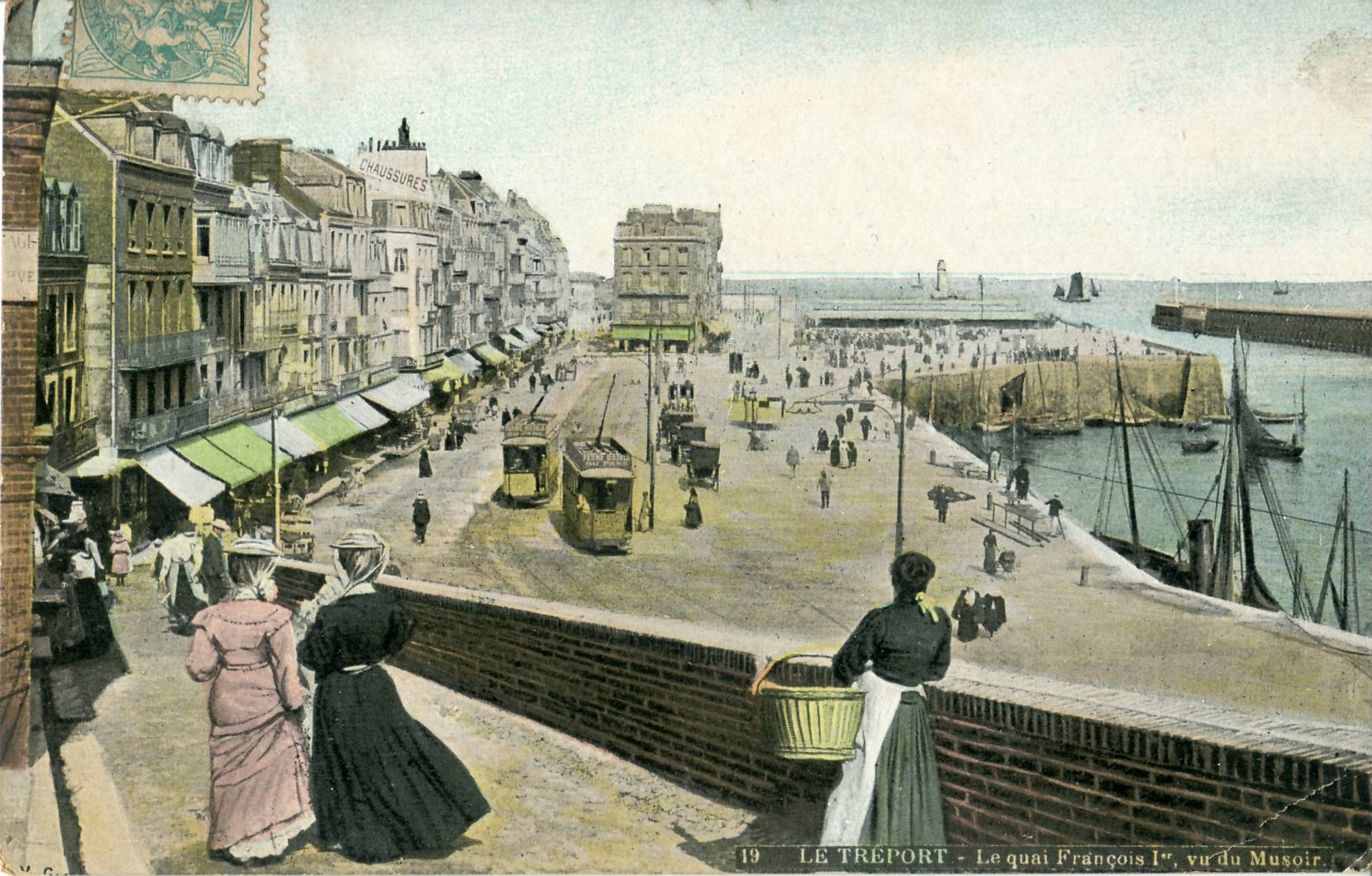
...et passant devant la rampe du Musoir...
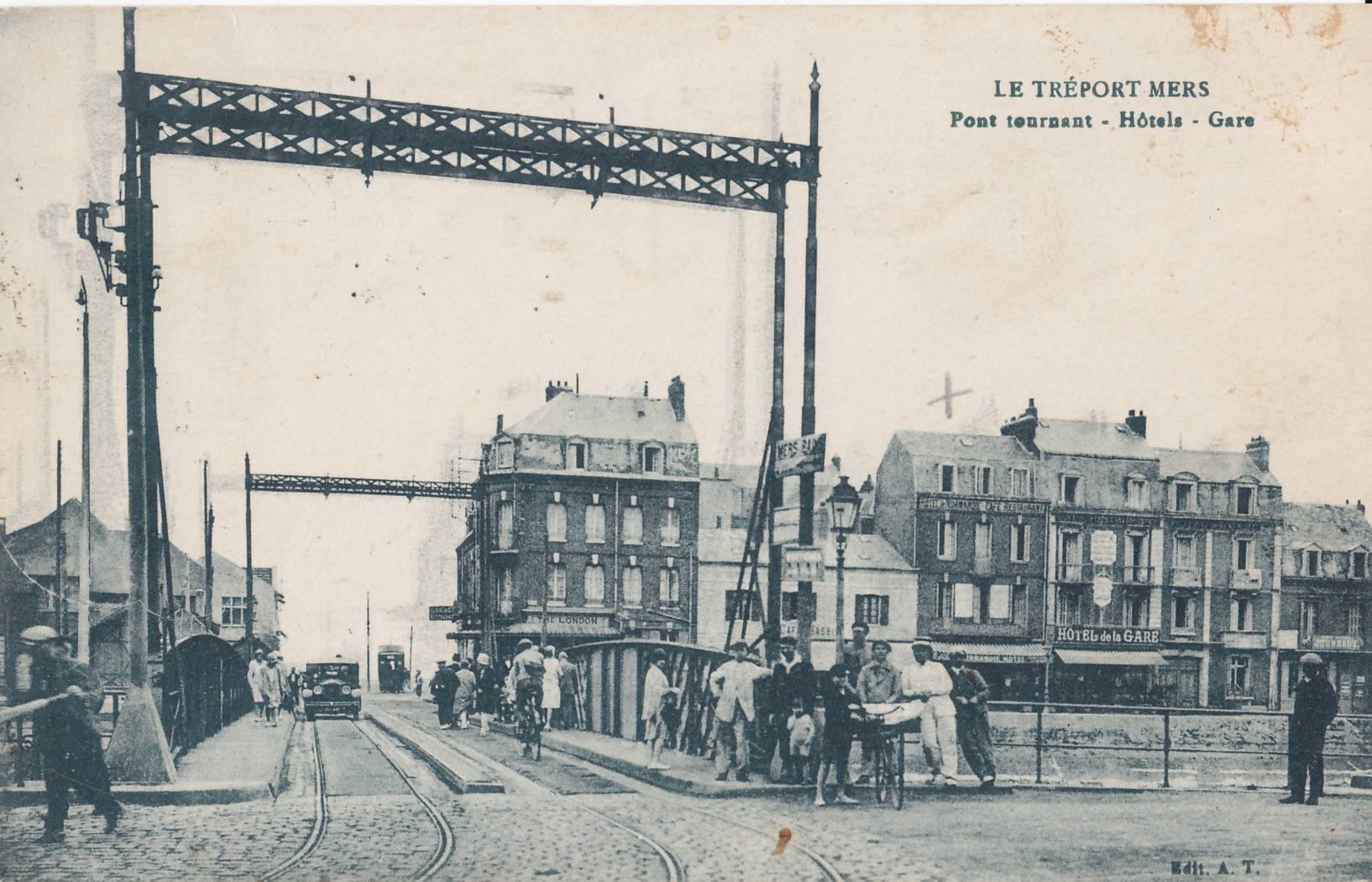
...le voyageur pouvait se rendre, en empruntant le pont tournant, etc.
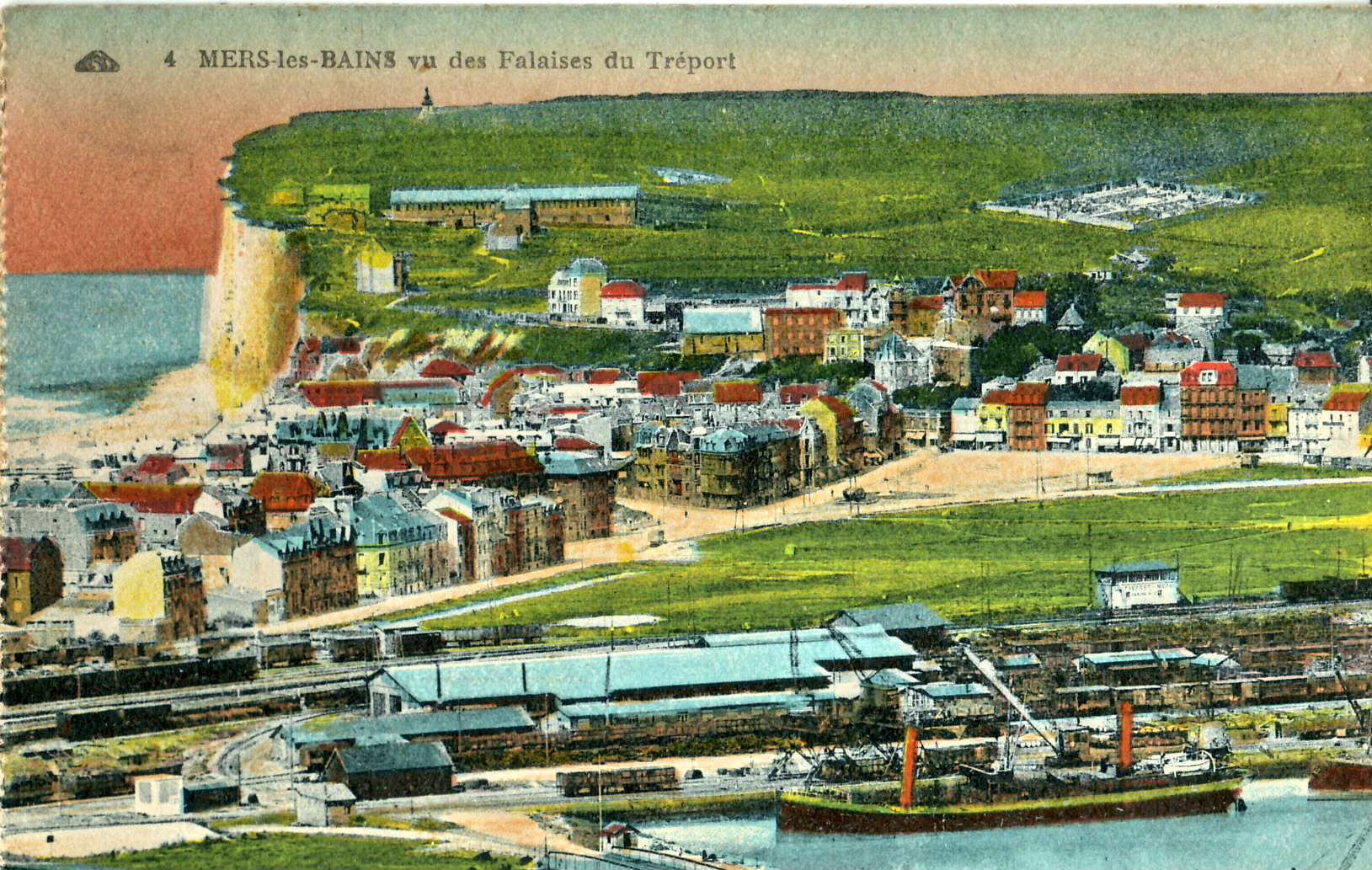
...à Mers-les-Bains...
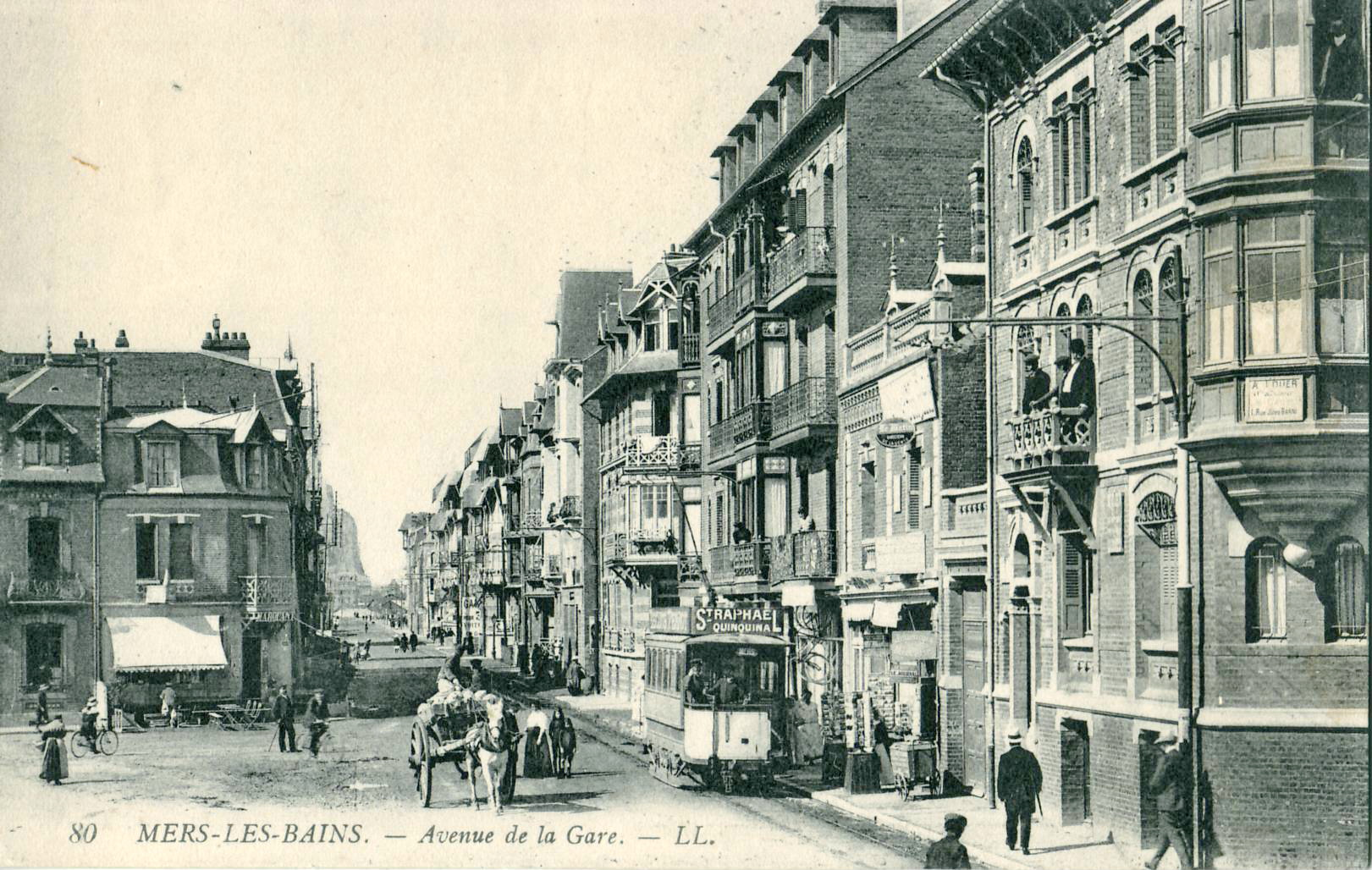
...par la Rue de la Gare,
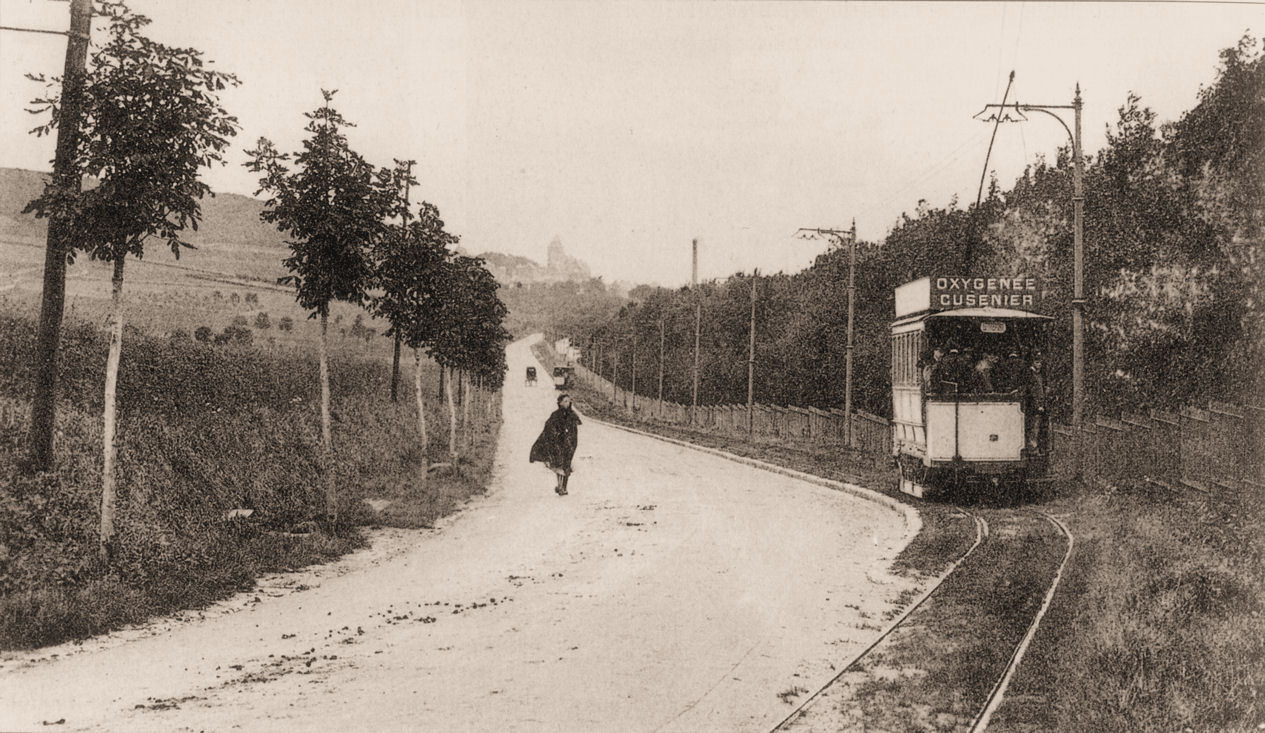
Mais le passager avait également la possibilité de s'engager sur la route d'Eu...
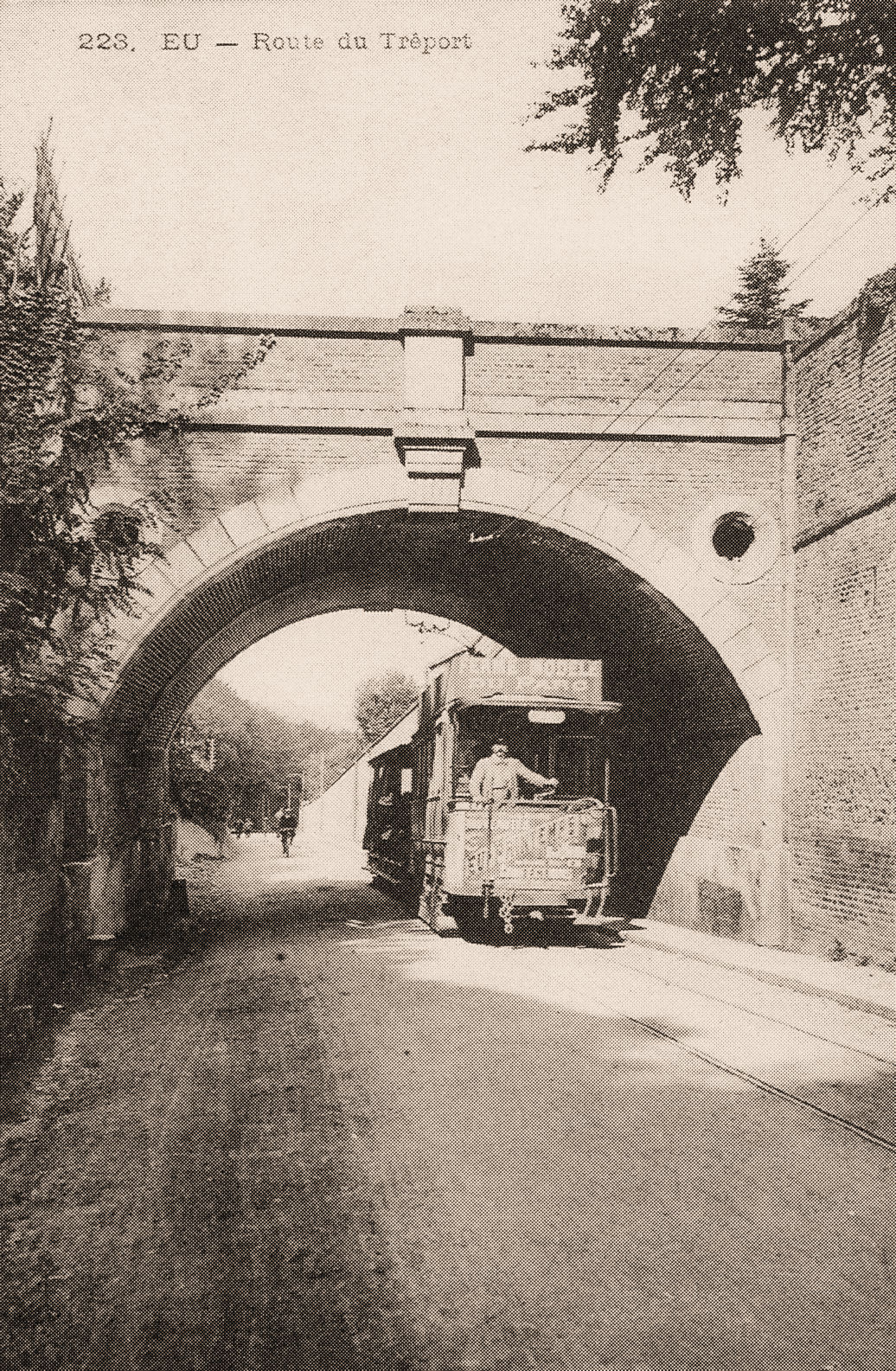
...et passait devant le mur du château de la famille d'Orléans...
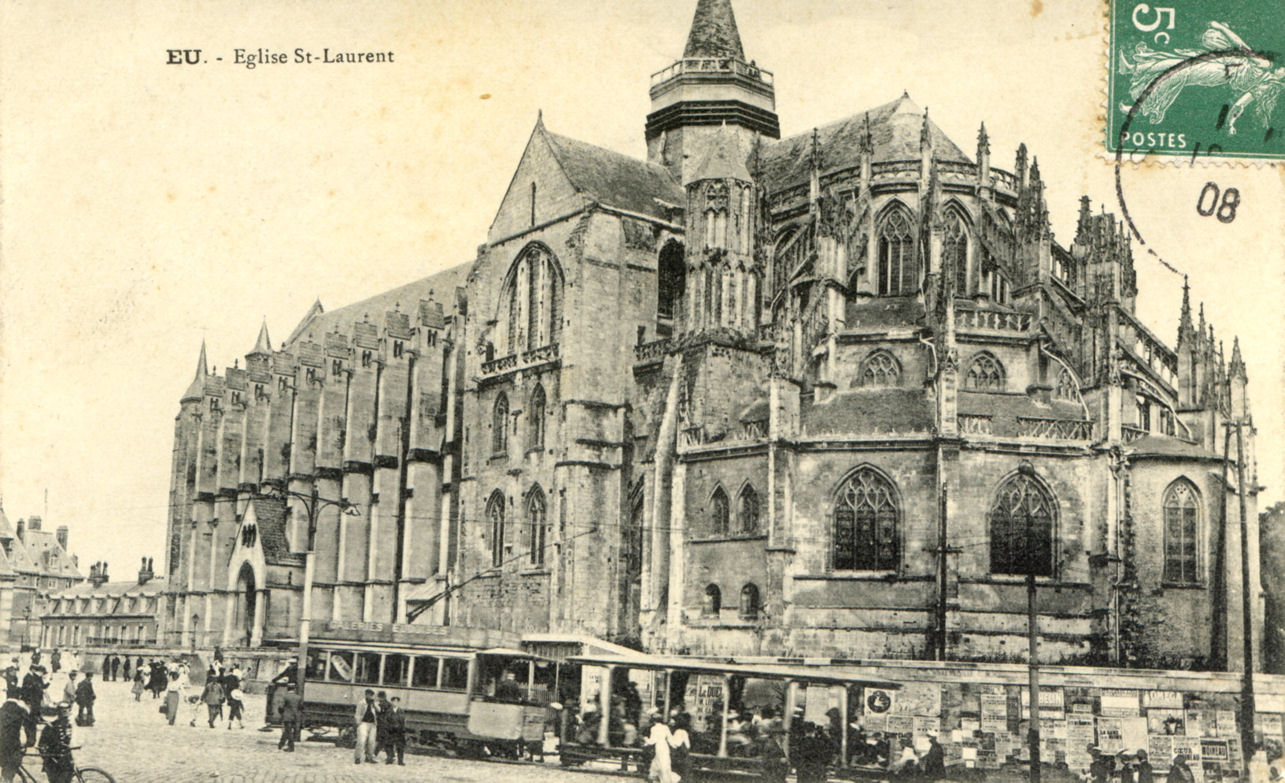
...avant d'atteindre le centre de la ville: la place Carnot et sa collégiale gothique.
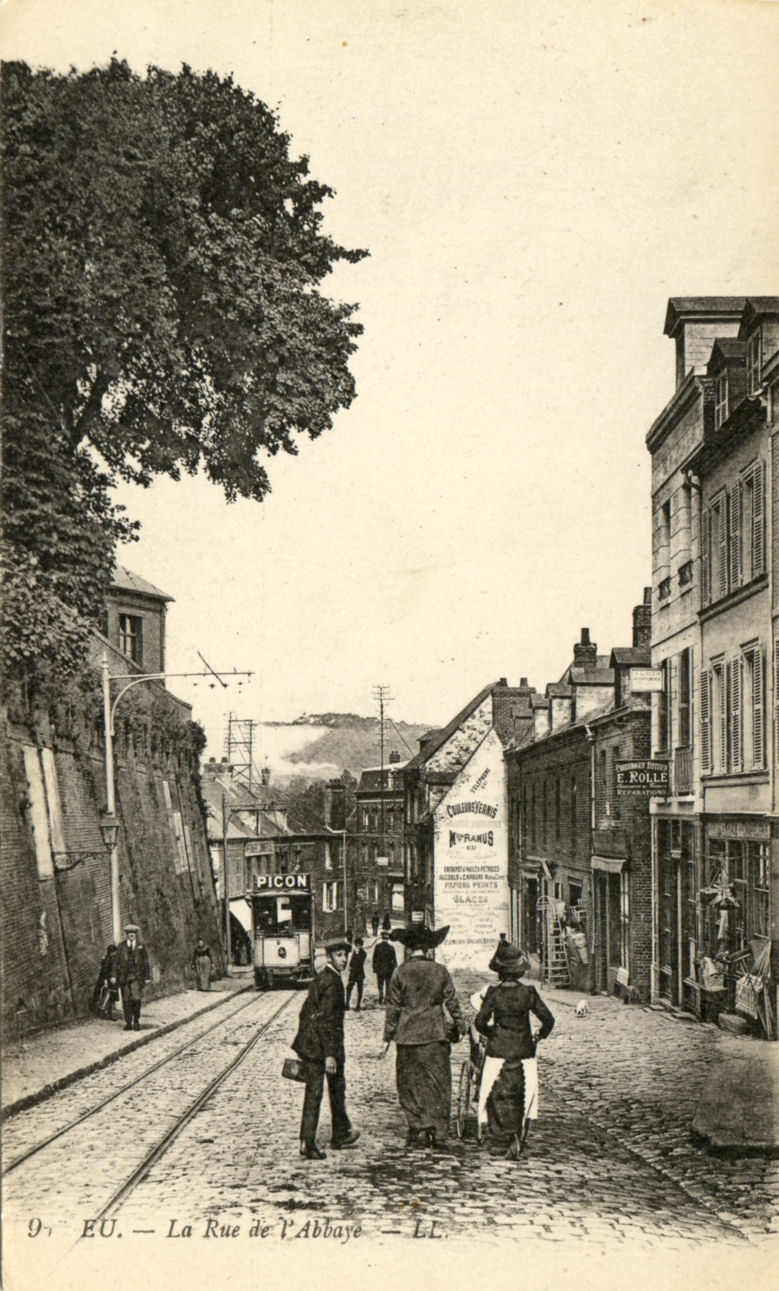
De là, il descendait la rue de l'Abbaye, etc.
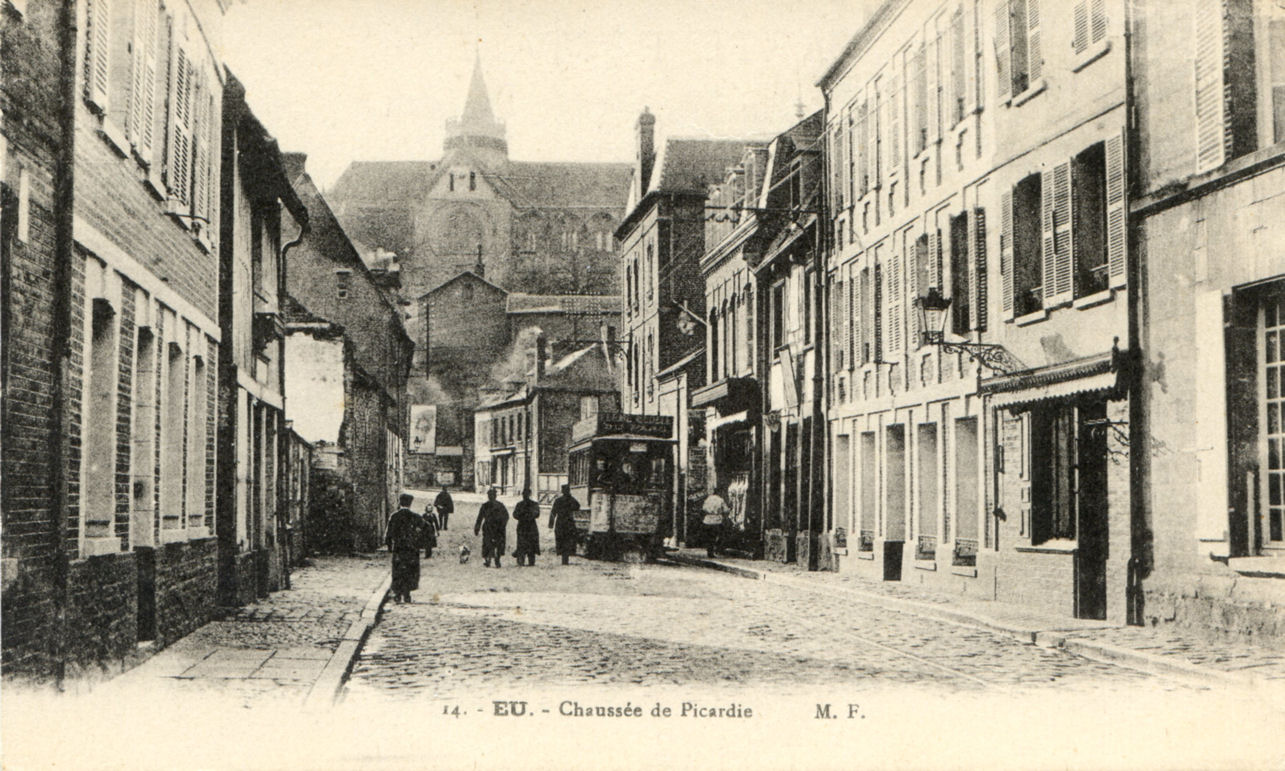
...empruntait la Chaussée de Picardie...
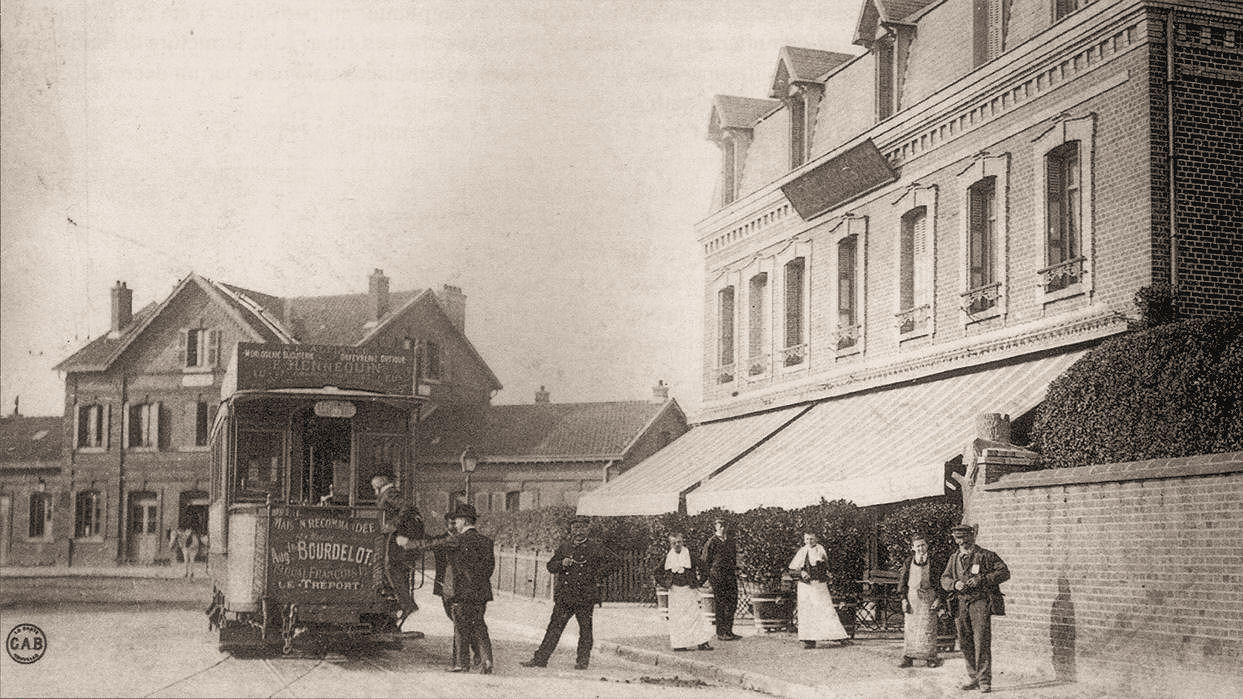
...avant d'atteindre la gare d'Eu-La Chaussée, terminus de la ligne,
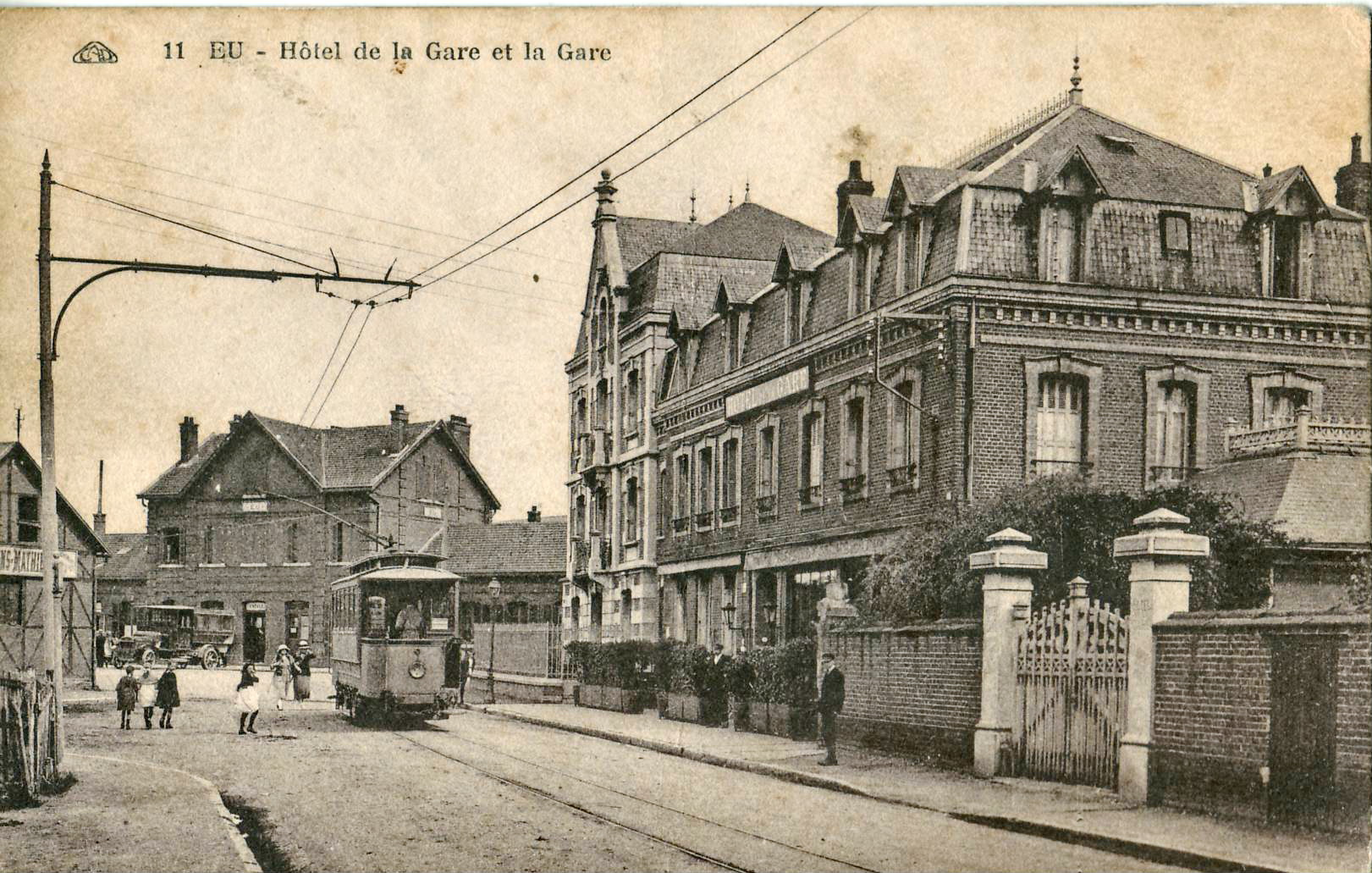
... que l'on voit à nouveau sur cette carte postale.